# Front républicain guatémaltèque
 (mars 2019).
Si vous disposez d'ouvrages ou d'articles de référence ou si vous connaissez des sites web de qualité traitant du thème abordé ici, merci de compléter l'article en donnant les références utiles à sa vérifiabilité et en les liant à la section « Notes et références ».
Le Front républicain guatémaltèque (FRG) (en espagnol : Frente Republicano Guatemalteco) est un parti politique du Guatemala créé en 1989 par l'ancien chef d'État Efraín Ríos Montt.

## Historique
Le parti est fondé en 1989 par José Efraín Ríos Montt, alors candidat à la présidence. Mais sa candidature fut annulée parce que la Constitution guatémaltèque empêche les dictateurs d'être candidats à la présidence. Toutefois, le Front républicain guatémaltèque remporta 10 sièges au Congrès guatémaltèque. 
Aux élections parlementaires de 1994, le FRG a remporté 32 sièges au Parlement, devenant ainsi le plus grand parti au Congrès. 
En 1995, le candidat du FRG, Alfonso Portillo, a perdu l'élection au second tour par une marge étroite. 
En 1999, le FRG a remporté l'élection présidentielle et Alfonso Portillo a remporté la majorité au Congrès avec 63 sièges dont un pour José Efraín Ríos Montt, qui est devenu Président du Congrès de la République du Guatemala. Par la suite, l'interdiction de José Efraín Ríos Montt à participer à l'élection présidentielle a été annulée par la Cour suprême, suscitant les critiques à son sujet et dénonçant le fait que Rios Montt avait installé ses partisans au sein de la Cour, manipulant ainsi l'appareil judiciaire. 
Malgré cela, la candidature présidentielle de José Efraín Ríos Montt n'a pas eu l'impact attendu, et le FRG a été le troisième parti au premier tour (avec 19 % des voix) et a perdu sa majorité au Congrès. 
Lors des élections générales du 9 novembre 2003, le FRG a obtenu 19 % des voix, gagnant 43 des 158 sièges parlementaires, devenant ainsi la deuxième force politique pour le nombre de représentants au parlement. 
Le 9 septembre 2007, le  Front républicain guatémaltèque a remporté près de 10 % des voix et 15 sièges au Congrès avec une perte de près de 10 % des voix et une chute de 28 députés en moins.